# Espolón óseo

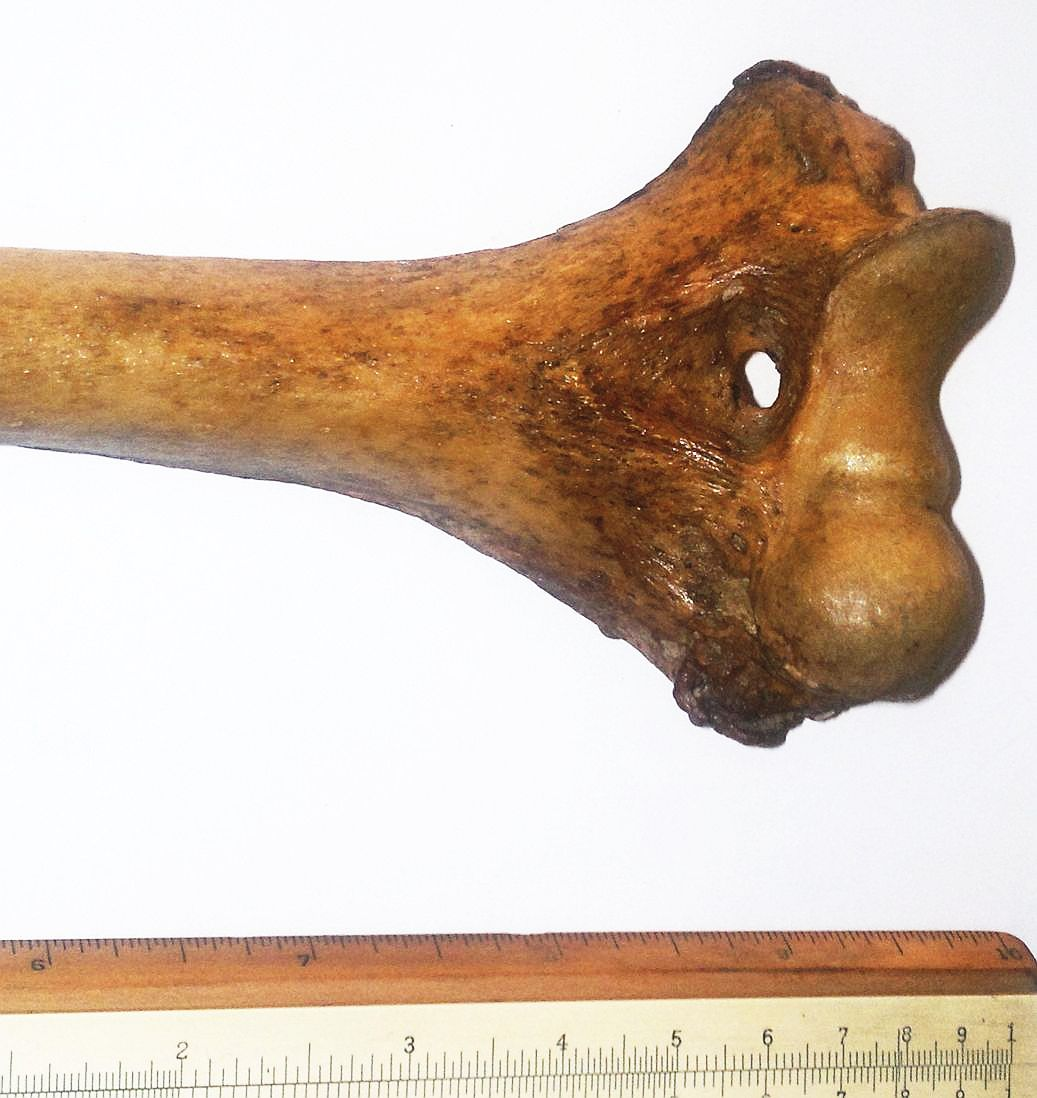
Espolón en el cartílago de un húmero

Un espolón óseo (osteofito) es una excrecencia ósea que se desarrolla en los bordes de un hueso y con frecuencia sobre un cartílago articular dañado, como consecuencia de osteoartritis o artrosis. Dependiendo de la articulación afectada estos crecimientos pueden producir dolor, rigidez, inflamación o entumecimiento de algún miembro (si aparecen en la columna vertebral), aunque la mayoría pueden permanecer asintomáticos durante años.